# 中條美沙
中條 美沙（ちゅうじょう みさ、1984年12月21日 - ）は、日本の作曲家、編曲家、音楽プロデューサー、ピアニスト。神奈川県出身。

## 来歴
幼少期よりピアノを始め、10歳よりプログラミングを用いた作曲を始める。
映像音楽、CM音楽、アーティストへの楽曲提供を中心に活動。

## 主な作品

### 映画
- 魔法少女リリカルなのは The MOVIE 1st（2010年）　サウンドプロデュース
- 魔法少女リリカルなのは The MOVIE 2nd A's（2012年）
- 魔法少女リリカルなのは Reflection（2017年）
- 魔法少女リリカルなのは Detonation（2018年）

### TV
- 日本テレビ系列  音の旅人〜心の都へスペシャル〜千年の都  美の旅人
  - オリジナルサウンドトラック 「Sceanery of you」作曲（2012年）

### アニメ
- 魔法少女リリカルなのはViVid（2015年）
- DOG DAYS''（2015年）
  - 挿入歌「キミとボクの音色」（CV：堀江由衣）作編曲
- 魔法少女リリカルなのは The MOVIE 2nd A's（2012年）
  - 「Snow Rain (Ver.Eins)」（CV：小林沙苗）編曲
  - 「Snow Rain (Ver.Zwei)」（CV：ゆかな）編曲
- セキレイ ～Pure Engagement～（2010年）サウンドプロデュース

### CM
- エステー "消臭力"
  - 「突撃！西川貴教」篇（2015年）作曲
  - 「消臭力ラッキー」篇（2013年）作編曲

### ドラマCD
- WHITE ALBUM サウンドステージ02
  - 「灯トワイライト」(CV：平野綾)作編曲
- WHITE ALBUM サウンドステージ01
  - 「CALL FROM EVE」（CV：水樹奈々）作編曲

### 楽曲提供
- 堂本光一主演ミュージカル Endless SHOCK 劇中歌 「Yes we can (Yes my dream) 」作曲
- 大倉忠義（関ジャニ∞）「最後の涙」作曲
- MarMee (ミゲル＆さくらまや)
  - CDシングル「お気軽ウッキーラッキー」作編曲
  - CDアルバム『MarMee』
    - 「獏の夢」作編曲
    - 「I Just Sing For You~卒業~」編曲